# (14899) 1992 LS
1992 أل أس (ويعرف أيضًا باسم (14899) 1992 أل أس وفق تسمية الكوكب الصغير) (بالإنجليزية: 1992 LS)‏ هو كويكب ضمن حزام الكويكبات؛ وترتيبه 14899 من حيث الاكتشاف.
اكتُشف هذا الجُرم الفلكي بواسطة Gregory J. Leonard ‏ في 3 يونيو 1992.

## وصلات خارجية
- (14899) 1992 LS في قاعدة بيانات مختبر الدفع النفاث لأجرام النظام الشمسي الصغيرة

- الاكتشاف · مخطط المدار ·  العناصر المدارية · المعلمات المادية

- (14899) 1992 LS على موقع ويكي سكاي: DSS2, SDSS, GALEX, IRAS, Hydrogen α, X-Ray, Astrophoto, Sky Map, Articles and images